# Cixius narke
Cixius narke är en insektsart som beskrevs av Kramer 1981. Cixius narke ingår i släktet Cixius och familjen kilstritar. Inga underarter finns listade i Catalogue of Life.